# Chapelle des Pénitents blancs de Marignane
La chapelle des Pénitents blancs est une chapelle située dans le centre de Marignane.